# Svileuva
Svileuva (Servisch cyrillisch Свилеува) is een plaats in de Servische gemeente Koceljeva. De plaats telt 1807 inwoners (2002).